# Saison 1994 de la WTA
Vainqueurs des tournois majeurs
Résultats des tournois de tennis organisés par la WTA en 1994.

## Résumé de la saison
Steffi Graf, en l'absence de Monica Seles, exerce une emprise totale sur la première moitié de la saison 1994 de la Women's Tennis Association (WTA). En finale de l'Open d'Australie, elle inflige d'abord une correction à Arantxa Sánchez puis, de février à mai, décroche cinq tournois supplémentaires. Concédant deux défaites consécutives à Roland-Garros et Wimbledon, l'Allemande connaît pourtant une soudaine baisse de régime. 
Sánchez, au sommet de sa forme, saisit immédiatement l'occasion d'enlever le French Open face à la révélation Mary Pierce et, début septembre à Flushing Meadows, prend sa revanche sur Graf. 
1994 marque aussi l'ultime saison en simple de Martina Navrátilová, laquelle échoue dans sa quête d'un dixième sacre à Wimbledon, battue in fine par Conchita Martínez.
En novembre, après deux ans et demi infructueux sur le circuit WTA, Gabriela Sabatini s'impose aux Masters contre Lindsay Davenport. Jana Novotná et Anke Huber remportent chacune trois épreuves. Jennifer Capriati, arrêtée pour possession de cannabis en mai, interrompt sa carrière jusqu'en février 1996. 
En double, Gigi Fernández et Natasha Zvereva triomphent à onze reprises en 1994, dont trois fois en Grand Chelem.

## Organisation de la saison
Indépendamment des 4 tournois du Grand Chelem (organisés par l'ITF), la saison 1994 de la WTA se compose des tournois suivants :
- les tournois Tier I (8),
- les tournois Tier II (19),
- les tournois Tier III, Tier IV, Tier V (23)
- Les Masters de fin de saison

La saison 1994 compte donc 55 tournois.
À ce calendrier s'ajoute aussi l'épreuve par équipes nationales : la Coupe de la Fédération.

## Palmarès

### Simple
| No | Date       | Nom et lieu du tournoi                               | Catégorie | Dotation    | Surface         | Vainqueure          | Finaliste           | Score         |         |
| -- | ---------- | ---------------------------------------------------- | --------- | ----------- | --------------- | ------------------- | ------------------- | ------------- | ------- |
| 1  | 03/01/1994 | Danone Hard Court Championships, Brisbane            | Tier III  | 150 000 $   | Dur (ext.)      | Lindsay Davenport   | Florencia Labat     | 6-1, 2-6, 6-3 | Tableau |
| 2  | 10/01/1994 | Tasmanian International, Hobart                      | Tier IV   | 100 000 $   | Dur (ext.)      | Mana Endo           | Rachel McQuillan    | 6-1, 6-7, 6-4 | Tableau |
| 3  | 10/01/1994 | Peters NSW Open, Sydney                              | Tier II   | 300 000 $   | Dur (ext.)      | Kimiko Date         | Mary Joe Fernández  | 6-4, 6-2      | Tableau |
| 4  | 17/01/1994 | Ford Australian Open, Melbourne                      | G. Chelem | 2 426 000 $ | Dur (ext.)      | Steffi Graf         | Arantxa Sánchez     | 6-0, 6-2      | Tableau |
| 5  | 31/01/1994 | Amway Classic, Auckland                              | Tier IV   | 100 000 $   | Dur (ext.)      | Ginger Helgeson     | Inés Gorrochategui  | 7-6, 6-3      | Tableau |
| 6  | 31/01/1994 | Toray Pan Pacific Open, Tokyo                        | Tier I    | 750 000 $   | Moquette (int.) | Steffi Graf         | Martina Navrátilová | 6-2, 6-4      | Tableau |
| 7  | 07/02/1994 | Asian Tennis Open, Osaka                             | Tier III  | 150 000 $   | Moquette (int.) | Manuela Maleeva     | Iva Majoli          | 6-1, 4-6, 7-5 | Tableau |
| 8  | 07/02/1994 | EA-Generali Ladies, Linz                             | Tier III  | 150 000 $   | Moquette (int.) | Sabine Appelmans    | Meike Babel         | 6-1, 4-6, 7-6 | Tableau |
| 9  | 07/02/1994 | Virginia Slims of Chicago, Chicago                   | Tier II   | 400 000 $   | Moquette (int.) | Natasha Zvereva     | Chanda Rubin        | 6-3, 7-5      | Tableau |
| 10 | 14/02/1994 | Nokia Open, Pékin                                    | Tier IV   | 100 000 $   | Dur (int.)      | Yayuk Basuki        | Kyoko Nagatsuka     | 6-4, 6-2      | Tableau |
| 11 | 14/02/1994 | IGA Tennis Classic, Oklahoma City                    | Tier III  | 150 000 $   | Dur (int.)      | Meredith McGrath    | Brenda Schultz      | 7-6, 7-6      | Tableau |
| 12 | 14/02/1994 | Open Gaz de France, Paris                            | Tier II   | 400 000 $   | Moquette (int.) | Martina Navrátilová | Julie Halard        | 7-5, 6-3      | Tableau |
| 13 | 21/02/1994 | The Evert Cup, Indian Wells                          | Tier II   | 400 000 $   | Dur (ext.)      | Steffi Graf         | Amanda Coetzer      | 6-0, 6-4      | Tableau |
| 14 | 28/02/1994 | Virginia Slims of Florida, Delray Beach              | Tier II   | 400 000 $   | Dur (ext.)      | Steffi Graf         | Arantxa Sánchez     | 6-3, 7-5      | Tableau |
| 15 | 11/03/1994 | The Lipton Championships, Miami                      | Tier I    | 1 000 000 $ | Dur (ext.)      | Steffi Graf         | Natasha Zvereva     | 4-6, 6-1, 6-2 | Tableau |
| 16 | 21/03/1994 | Virginia Slims of Houston, Houston                   | Tier II   | 400 000 $   | Terre (ext.)    | Sabine Hack         | Mary Pierce         | 7-5, 6-4      | Tableau |
| 17 | 28/03/1994 | Family Circle Mag. Cup XXII, Hilton Head             | Tier I    | 750 000 $   | Terre (ext.)    | Conchita Martínez   | Natasha Zvereva     | 6-4, 6-0      | Tableau |
| 18 | 04/04/1994 | Japan Open Tennis Championships, Tokyo               | Tier III  | 150 000 $   | Dur (ext.)      | Kimiko Date         | Amy Frazier         | 7-5, 6-0      | Tableau |
| 19 | 04/04/1994 | Bausch & Lomb Championships, Amelia Island           | Tier II   | 400 000 $   | Terre (ext.)    | Arantxa Sánchez     | Gabriela Sabatini   | 6-1, 6-4      | Tableau |
| 20 | 11/04/1994 | Volvo Open, Pattaya                                  | Tier IV   | 100 000 $   | Dur (ext.)      | Sabine Appelmans    | Patty Fendick       | 6-7, 7-6, 6-2 | Tableau |
| 21 | 18/04/1994 | Singapore Classic, Kallang                           | Tier IV   | 100 000 $   | Dur (ext.)      | Naoko Sawamatsu     | Florencia Labat     | 7-5, 7-5      | Tableau |
| 22 | 18/04/1994 | International Championships of Spain, Barcelone      | Tier II   | 400 000 $   | Terre (ext.)    | Arantxa Sánchez     | Iva Majoli          | 6-0, 6-2      | Tableau |
| 23 | 25/04/1994 | Ilva Trophy, Tarente                                 | Tier IV   | 100 000 $   | Terre (ext.)    | Julie Halard        | Irina Spîrlea       | 6-2, 6-3      | Tableau |
| 24 | 25/04/1994 | Danamon Indonesia Open, Jakarta                      | Tier IV   | 100 000 $   | Dur (ext.)      | Yayuk Basuki        | Florencia Labat     | 6-4, 3-6, 7-6 | Tableau |
| 25 | 25/04/1994 | Citizen Cup, Hambourg                                | Tier II   | 400 000 $   | Terre (ext.)    | Arantxa Sánchez     | Steffi Graf         | 4-6, 7-6, 7-6 | Tableau |
| 26 | 02/05/1994 | Italian Open, Rome                                   | Tier I    | 750 000 $   | Terre (ext.)    | Conchita Martínez   | Martina Navrátilová | 7-6, 6-4      | Tableau |
| 27 | 09/05/1994 | BVV Open, Prague                                     | Tier IV   | 100 000 $   | Terre (ext.)    | Amanda Coetzer      | Åsa Svensson        | 6-1, 7-6      | Tableau |
| 28 | 09/05/1994 | German Open, Berlin                                  | Tier I    | 750 000 $   | Terre (ext.)    | Steffi Graf         | Brenda Schultz      | 7-6, 6-4      | Tableau |
| 29 | 16/05/1994 | Internationaux de Strasbourg, Strasbourg             | Tier III  | 150 000 $   | Terre (ext.)    | Mary Joe Fernández  | Gabriela Sabatini   | 2-6, 6-4, 6-0 | Tableau |
| 30 | 16/05/1994 | European Open, Lucerne                               | Tier III  | 150 000 $   | Terre (ext.)    | Lindsay Davenport   | Lisa Raymond        | 7-6, 6-4      | Tableau |
| 31 | 23/05/1994 | Roland-Garros, Paris                                 | G. Chelem | 3 561 928 $ | Terre (ext.)    | Arantxa Sánchez     | Mary Pierce         | 6-4, 6-4      | Tableau |
| 32 | 06/06/1994 | DFS Classic, Birmingham                              | Tier III  | 150 000 $   | Gazon (ext.)    | Lori McNeil         | Zina Garrison       | 6-2, 6-2      | Tableau |
| 33 | 13/06/1994 | Volkswagen Cup, Eastbourne                           | Tier II   | 400 000 $   | Gazon (ext.)    | Meredith McGrath    | Linda Wild          | 6-2, 6-4      | Tableau |
| 34 | 20/06/1994 | The Championships, Wimbledon                         | G. Chelem | 3 361 848 $ | Gazon (ext.)    | Conchita Martínez   | Martina Navrátilová | 6-4, 3-6, 6-3 | Tableau |
| 35 | 04/07/1994 | Torneo Internazionale, Palerme                       | Tier IV   | 100 000 $   | Terre (ext.)    | Irina Spîrlea       | Brenda Schultz      | 6-4, 1-6, 7-6 | Tableau |
| 36 | 25/07/1994 | Styrian Open, Maria Lankowitz                        | Tier IV   | 100 000 $   | Terre (ext.)    | Anke Huber          | Judith Wiesner      | 6-3, 6-3      | Tableau |
| 37 | 25/07/1994 | Acura US Hard Court Championships, Stratton Mountain | Tier II   | 400 000 $   | Dur (ext.)      | Conchita Martínez   | Arantxa Sánchez     | 4-6, 6-3, 6-4 | Tableau |
| 38 | 01/08/1994 | Toshiba Classic, San Diego                           | Tier II   | 400 000 $   | Dur (ext.)      | Steffi Graf         | Arantxa Sánchez     | 6-2, 6-1      | Tableau |
| 39 | 08/08/1994 | Virginia Slims of Los Angeles, Manhattan Beach       | Tier II   | 400 000 $   | Dur (ext.)      | Amy Frazier         | Ann Grossman        | 6-1, 6-3      | Tableau |
| 40 | 15/08/1994 | Matinee Ltd. - Canadian Open, Montréal               | Tier I    | 750 000 $   | Dur (ext.)      | Arantxa Sánchez     | Steffi Graf         | 7-5, 1-6, 7-6 | Tableau |
| 41 | 22/08/1994 | OTB International, Schenectady                       | Tier III  | 150 000 $   | Dur (ext.)      | Judith Wiesner      | Larisa Neiland      | 7-5, 3-6, 6-4 | Tableau |
| 42 | 29/08/1994 | US Open, Flushing Meadows                            | G. Chelem | 3 900 000 $ | Dur (ext.)      | Arantxa Sánchez     | Steffi Graf         | 1-6, 7-6, 6-4 | Tableau |
| 43 | 19/09/1994 | Moscow Ladies Open, Moscou                           | Tier III  | 150 000 $   | Moquette (int.) | Magdalena Maleeva   | Sandra Cecchini     | 7-5, 6-1      | Tableau |
| 44 | 19/09/1994 | Nichirei International Championships, Tokyo          | Tier II   | 400 000 $   | Dur (ext.)      | Arantxa Sánchez     | Amy Frazier         | 6-1, 6-2      | Tableau |
| 45 | 26/09/1994 | International GP, Leipzig                            | Tier II   | 400 000 $   | Moquette (int.) | Jana Novotná        | Mary Pierce         | 7-5, 6-1      | Tableau |
| 46 | 03/10/1994 | European Indoors, Zurich                             | Tier I    | 750 000 $   | Moquette (int.) | Magdalena Maleeva   | Natasha Zvereva     | 7-5, 3-6, 6-4 | Tableau |
| 47 | 10/10/1994 | Porsche Tennis GP, Filderstadt                       | Tier II   | 400 000 $   | Dur (int.)      | Anke Huber          | Mary Pierce         | 6-4, 6-2      | Tableau |
| 48 | 18/10/1994 | Brighton International, Brighton                     | Tier II   | 400 000 $   | Moquette (int.) | Jana Novotná        | Helena Suková       | 6-7, 6-3, 6-4 | Tableau |
| 49 | 24/10/1994 | Nokia Grand Prix, Essen                              | Tier II   | 400 000 $   | Moquette (int.) | Jana Novotná        | Iva Majoli          | 6-2, 6-4      | Tableau |
| 50 | 31/10/1994 | Challenge Bell, Québec                               | Tier III  | 150 000 $   | Moquette (int.) | Katerina Maleeva    | Brenda Schultz      | 6-3, 6-3      | Tableau |
| 51 | 31/10/1994 | Bank of the West Classic, Oakland                    | Tier II   | 400 000 $   | Moquette (int.) | Arantxa Sánchez     | Martina Navrátilová | 1-6, 7-6, 7-6 | Tableau |
| 52 | 07/11/1994 | Wismilak Open, Surabaya                              | Tier IV   | 100 000 $   | Dur (ext.)      | Elena Pampoulova    | Ai Sugiyama         | 2-6, 6-0, ab. | Tableau |
| 53 | 07/11/1994 | Virginia Slims of Philadelphia, Philadelphie         | Tier I    | 750 000 $   | Moquette (int.) | Anke Huber          | Mary Pierce         | 6-0, 6-7, 7-5 | Tableau |
| 54 | 14/11/1994 | P&G Tennis Open, Taïwan                              | Tier IV   | 100 000 $   | Dur (ext.)      | Wang Shi-Ting       | Kyoko Nagatsuka     | 6-1, 6-3      | Tableau |
| 55 | 14/11/1994 | Virginia Slims Championships, New York               | Masters   | 3 500 000 $ | Moquette (int.) | Gabriela Sabatini   | Lindsay Davenport   | 6-3, 6-2, 6-4 | Tableau |

### Double
| No | Date       | Nom et lieu du tournoi                              | Catégorie | Dotation    | Surface         | Vainqueures                         | Finalistes                          | Score         |         |
| -- | ---------- | --------------------------------------------------- | --------- | ----------- | --------------- | ----------------------------------- | ----------------------------------- | ------------- | ------- |
| 1  | 03/01/1994 | Danone Hard Court Championships Brisbane            | Tier III  | 150 000 $   | Dur (ext.)      | Laura Golarsa Natalia Medvedeva     | Jenny Byrne Rachel McQuillan        | 6-3, 6-1      | Tableau |
| 2  | 10/01/1994 | Tasmanian International Hobart                      | Tier IV   | 100 000 $   | Dur (ext.)      | Linda Wild Chanda Rubin             | Jenny Byrne Rachel McQuillan        | 7-5, 4-6, 7-6 | Tableau |
| 3  | 10/01/1994 | Peters NSW Open Sydney                              | Tier II   | 300 000 $   | Dur (ext.)      | Patty Fendick Meredith McGrath      | Jana Novotná Arantxa Sánchez        | 6-2, 6-3      | Tableau |
| 4  | 17/01/1994 | Ford Australian Open Melbourne                      | G. Chelem | 2 426 000 $ | Dur (ext.)      | Gigi Fernández Natasha Zvereva      | Patty Fendick Meredith McGrath      | 6-3, 4-6, 6-4 | Tableau |
| 5  | 31/01/1994 | Amway Classic Auckland                              | Tier IV   | 100 000 $   | Dur (ext.)      | Patricia Hy Mercedes Paz            | Jenny Byrne Julie Richardson        | 6-4, 7-6      | Tableau |
| 6  | 31/01/1994 | Toray Pan Pacific Open Tokyo                        | Tier I    | 750 000 $   | Moquette (int.) | Pam Shriver Elizabeth Smylie        | Manon Bollegraf Martina Navrátilová | 6-3, 3-6, 7-6 | Tableau |
| 7  | 07/02/1994 | EA-Generali Ladies Linz                             | Tier III  | 150 000 $   | Moquette (int.) | Eugenia Maniokova Leila Meskhi      | Åsa Svensson Caroline Schneider     | 6-2, 6-2      | Tableau |
| 8  | 07/02/1994 | Asian Tennis Open Osaka                             | Tier III  | 150 000 $   | Moquette (int.) | Larisa Neiland Rennae Stubbs        | Pam Shriver Elizabeth Smylie        | 6-4, 6-7, 7-5 | Tableau |
| 9  | 07/02/1994 | Virginia Slims of Chicago Chicago                   | Tier II   | 400 000 $   | Moquette (int.) | Gigi Fernández Natasha Zvereva      | Manon Bollegraf Martina Navrátilová | 6-3, 3-6, 6-4 | Tableau |
| 10 | 14/02/1994 | Nokia Open Pékin                                    | Tier IV   | 100 000 $   | Dur (int.)      | Chen Li Ling Li Fang                | Kerry-Anne Guse Valda Lake          | 6-0, 6-2      | Tableau |
| 11 | 14/02/1994 | IGA Tennis Classic Oklahoma City                    | Tier III  | 150 000 $   | Dur (int.)      | Patty Fendick Meredith McGrath      | Katrina Adams Manon Bollegraf       | 7-6, 6-2      | Tableau |
| 12 | 14/02/1994 | Open Gaz de France Paris                            | Tier II   | 400 000 $   | Moquette (int.) | Sabine Appelmans Laurence Courtois  | Mary Pierce Andrea Temesvári        | 6-4, 6-4      | Tableau |
| 13 | 21/02/1994 | The Evert Cup Indian Wells                          | Tier II   | 400 000 $   | Dur (ext.)      | Lindsay Davenport Lisa Raymond      | Manon Bollegraf Helena Suková       | 6-2, 6-4      | Tableau |
| 14 | 28/02/1994 | Virginia Slims of Florida Delray Beach              | Tier II   | 400 000 $   | Dur (ext.)      | Jana Novotná Arantxa Sánchez        | Manon Bollegraf Helena Suková       | 6-2, 6-0      | Tableau |
| 15 | 11/03/1994 | The Lipton Championships Miami                      | Tier I    | 1 000 000 $ | Dur (ext.)      | Gigi Fernández Natasha Zvereva      | Patty Fendick Meredith McGrath      | 6-3, 6-1      | Tableau |
| 16 | 21/03/1994 | Virginia Slims of Houston Houston                   | Tier II   | 400 000 $   | Terre (ext.)    | Manon Bollegraf Martina Navrátilová | Katrina Adams Zina Garrison         | 6-4, 6-2      | Tableau |
| 17 | 24/03/1994 | Light n’ Lively Doubles Wesley Chapel               |           | 175 000 $   | Terre (ext.)    | Jana Novotná Arantxa Sánchez        | Gigi Fernández Natasha Zvereva      | 6-2, 7-5      | Tableau |
| 18 | 28/03/1994 | Family Circle Mag. Cup XXII Hilton Head             | Tier I    | 750 000 $   | Terre (ext.)    | Lori McNeil Arantxa Sánchez         | Gigi Fernández Natasha Zvereva      | 6-4, 4-1, ab. | Tableau |
| 19 | 04/04/1994 | Japan Open Tennis Championships Tokyo               | Tier III  | 150 000 $   | Dur (ext.)      | Mami Donoshiro Ai Sugiyama          | Yayuk Basuki Nana Miyagi            | 6-4, 6-1      | Tableau |
| 20 | 04/04/1994 | Bausch & Lomb Championships Amelia Island           | Tier II   | 400 000 $   | Terre (ext.)    | Arantxa Sánchez Larisa Neiland      | Amanda Coetzer Inés Gorrochategui   | 6-2, 6-7, 6-4 | Tableau |
| 21 | 11/04/1994 | Volvo Open Pattaya                                  | Tier IV   | 100 000 $   | Dur (ext.)      | Patty Fendick Meredith McGrath      | Yayuk Basuki Nana Miyagi            | 7-6, 3-6, 6-3 | Tableau |
| 22 | 18/04/1994 | Singapore Classic Kallang                           | Tier IV   | 100 000 $   | Dur (ext.)      | Patty Fendick Meredith McGrath      | Nicole Arendt Kristine Radford      | 6-4, 6-1      | Tableau |
| 23 | 18/04/1994 | International Championships of Spain Barcelone      | Tier II   | 400 000 $   | Terre (ext.)    | Larisa Neiland Arantxa Sánchez      | Julie Halard Nathalie Tauziat       | 6-2, 6-4      | Tableau |
| 24 | 25/04/1994 | Danamon Indonesia Open Jakarta                      | Tier IV   | 100 000 $   | Dur (ext.)      | Nicole Arendt Kristine Radford      | Kerry-Anne Guse Andrea Strnadová    | 6-2, 6-2      | Tableau |
| 25 | 25/04/1994 | Ilva Trophy Tarente                                 | Tier IV   | 100 000 $   | Terre (ext.)    | Irina Spîrlea Noëlle van Lottum     | Sandra Cecchini Isabelle Demongeot  | 6-3, 2-6, 6-1 | Tableau |
| 26 | 25/04/1994 | Citizen Cup Hambourg                                | Tier II   | 400 000 $   | Terre (ext.)    | Jana Novotná Arantxa Sánchez        | Eugenia Maniokova Leila Meskhi      | 6-3, 6-2      | Tableau |
| 27 | 02/05/1994 | Italian Open Rome                                   | Tier I    | 750 000 $   | Terre (ext.)    | Gigi Fernández Natasha Zvereva      | Gabriela Sabatini Brenda Schultz    | 6-1, 6-3      | Tableau |
| 28 | 09/05/1994 | BVV Open Prague                                     | Tier IV   | 100 000 $   | Terre (ext.)    | Amanda Coetzer Linda Wild           | Kristie Boogert Laura Golarsa       | 6-4, 3-6, 6-2 | Tableau |
| 29 | 09/05/1994 | German Open Berlin                                  | Tier I    | 750 000 $   | Terre (ext.)    | Gigi Fernández Natasha Zvereva      | Jana Novotná Arantxa Sánchez        | 6-3, 7-6      | Tableau |
| 30 | 16/05/1994 | Internationaux de Strasbourg Strasbourg             | Tier III  | 150 000 $   | Terre (ext.)    | Lori McNeil Rennae Stubbs           | Patricia Tarabini Caroline Vis      | 6-3, 3-6, 6-2 | Tableau |
| 31 | 16/05/1994 | European Open Lucerne                               | Tier III  | 150 000 $   | Terre (ext.)    | NC                                  | NC                                  | Pluie         | Tableau |
| 32 | 23/05/1994 | Roland-Garros Paris                                 | G. Chelem | 3 561 928 $ | Terre (ext.)    | Gigi Fernández Natasha Zvereva      | Lindsay Davenport Lisa Raymond      | 6-2, 6-2      | Tableau |
| 33 | 06/06/1994 | DFS Classic Birmingham                              | Tier III  | 150 000 $   | Gazon (ext.)    | Zina Garrison Larisa Neiland        | Catherine Barclay Kerry-Anne Guse   | 6-4, 6-4      | Tableau |
| 34 | 13/06/1994 | Volkswagen Cup Eastbourne                           | Tier II   | 400 000 $   | Gazon (ext.)    | Gigi Fernández Natasha Zvereva      | Inés Gorrochategui Helena Suková    | 6-7, 6-4, 6-3 | Tableau |
| 35 | 20/06/1994 | The Championships Wimbledon                         | G. Chelem | 3 361 848 $ | Gazon (ext.)    | Gigi Fernández Natasha Zvereva      | Jana Novotná Arantxa Sánchez        | 6-4, 6-1      | Tableau |
| 36 | 04/07/1994 | Torneo Internazionale Palerme                       | Tier IV   | 100 000 $   | Terre (ext.)    | Ruxandra Dragomir Laura Garrone     | Alice Canepa Giulia Casoni          | 6-1, 6-0      | Tableau |
| 37 | 25/07/1994 | Styrian Open Maria Lankowitz                        | Tier IV   | 100 000 $   | Terre (ext.)    | Sandra Cecchini Patricia Tarabini   | Alexandra Fusai Karina Habšudová    | 7-5, 7-5      | Tableau |
| 38 | 25/07/1994 | Acura US Hard Court Championships Stratton Mountain | Tier II   | 400 000 $   | Dur (ext.)      | Pam Shriver Elizabeth Smylie        | Conchita Martínez Arantxa Sánchez   | 7-6, 2-6, 7-5 | Tableau |
| 39 | 01/08/1994 | Toshiba Classic San Diego                           | Tier II   | 400 000 $   | Dur (ext.)      | Jana Novotná Arantxa Sánchez        | Ginger Helgeson Rachel McQuillan    | 6-3, 6-3      | Tableau |
| 40 | 08/08/1994 | Virginia Slims of Los Angeles Manhattan Beach       | Tier II   | 400 000 $   | Dur (ext.)      | Julie Halard Nathalie Tauziat       | Jana Novotná Lisa Raymond           | 6-1, 0-6, 6-1 | Tableau |
| 41 | 15/08/1994 | Matinee Ltd. - Canadian Open Montréal               | Tier I    | 750 000 $   | Dur (ext.)      | Meredith McGrath Arantxa Sánchez    | Pam Shriver Elizabeth Smylie        | 2-6, 6-2, 6-4 | Tableau |
| 42 | 22/08/1994 | OTB International Schenectady                       | Tier III  | 150 000 $   | Dur (ext.)      | Meredith McGrath Larisa Neiland     | Pam Shriver Elizabeth Smylie        | 6-2, 6-2      | Tableau |
| 43 | 29/08/1994 | US Open Flushing Meadows                            | G. Chelem | 3 900 000 $ | Dur (ext.)      | Jana Novotná Arantxa Sánchez        | Katerina Maleeva Robin White        | 6-3, 6-3      | Tableau |
| 44 | 19/09/1994 | Moscow Ladies Open Moscou                           | Tier III  | 150 000 $   | Moquette (int.) | Elena Makarova Eugenia Maniokova    | Laura Golarsa Caroline Vis          | 7-6, 6-4      | Tableau |
| 45 | 19/09/1994 | Nichirei International Championships Tokyo          | Tier II   | 400 000 $   | Dur (ext.)      | Julie Halard Arantxa Sánchez        | Amy Frazier Rika Hiraki             | 6-1, 0-6, 6-1 | Tableau |
| 46 | 26/09/1994 | International GP Leipzig                            | Tier II   | 400 000 $   | Moquette (int.) | Patty Fendick Meredith McGrath      | Manon Bollegraf Larisa Neiland      | 6-4, 6-4      | Tableau |
| 47 | 03/10/1994 | European Indoors Zurich                             | Tier I    | 750 000 $   | Moquette (int.) | Manon Bollegraf Martina Navrátilová | Patty Fendick Meredith McGrath      | 7-6, 6-1      | Tableau |
| 48 | 10/10/1994 | Porsche Tennis GP Filderstadt                       | Tier II   | 400 000 $   | Dur (int.)      | Gigi Fernández Natasha Zvereva      | Manon Bollegraf Larisa Neiland      | 7-6, 6-4      | Tableau |
| 49 | 18/10/1994 | Brighton International Brighton                     | Tier II   | 400 000 $   | Moquette (int.) | Manon Bollegraf Larisa Neiland      | Mary Joe Fernández Jana Novotná     | 4-6, 6-2, 6-3 | Tableau |
| 50 | 24/10/1994 | Nokia Grand Prix Essen                              | Tier II   | 400 000 $   | Moquette (int.) | Maria Lindström Maria Strandlund    | Eugenia Maniokova Leila Meskhi      | 6-2, 6-1      | Tableau |
| 51 | 31/10/1994 | Challenge Bell Québec                               | Tier III  | 150 000 $   | Moquette (int.) | Elna Reinach Nathalie Tauziat       | Linda Wild Chanda Rubin             | 6-4, 6-3      | Tableau |
| 52 | 31/10/1994 | Bank of the West Classic Oakland                    | Tier II   | 400 000 $   | Moquette (int.) | Lindsay Davenport Arantxa Sánchez   | Gigi Fernández Martina Navrátilová  | 7-5, 6-4      | Tableau |
| 53 | 07/11/1994 | Wismilak Open Surabaya                              | Tier IV   | 100 000 $   | Dur (ext.)      | Yayuk Basuki Romana Tedjakusuma     | Kyoko Nagatsuka Ai Sugiyama         | Forfait       | Tableau |
| 54 | 07/11/1994 | Virginia Slims of Philadelphia Philadelphie         | Tier I    | 750 000 $   | Moquette (int.) | Gigi Fernández Natasha Zvereva      | Gabriela Sabatini Brenda Schultz    | 4-6, 6-4, 6-2 | Tableau |
| 55 | 14/11/1994 | P&G Tennis Open Taïwan                              | Tier IV   | 100 000 $   | Dur (ext.)      | Michelle Jaggard Rene Simpson       | Nancy Feber Alexandra Fusai         | 6-0, 7-6      | Tableau |
| 56 | 14/11/1994 | Virginia Slims Championships New York               | Masters   | 3 500 000 $ | Moquette (int.) | Gigi Fernández Natasha Zvereva      | Jana Novotná Arantxa Sánchez        | 6-3, 6-7, 6-3 | Tableau |

### Double mixte
| No | Date       | Nom et lieu du tournoi         | Catégorie | Dotation    | Surface      | Vainqueures                     | Finalistes                      | Score          |         |
| -- | ---------- | ------------------------------ | --------- | ----------- | ------------ | ------------------------------- | ------------------------------- | -------------- | ------- |
| 1  | 31/12/1993 | Hopman Cup VI Perth            | ITF       | 760 000 $   | Dur (int.)   | Jana Novotná Petr Korda         | Anke Huber Bernd Karbacher      | 2 matchs à 1   | Tableau |
| 2  | 17/01/1994 | Ford Australian Open Melbourne | G. Chelem | 2 426 000 $ | Dur (ext.)   | Larisa Neiland Andreï Olhovskiy | Helena Suková Todd Woodbridge   | 7-5, 6-70, 6-2 | Tableau |
| 3  | 23/05/1994 | Roland-Garros Paris            | G. Chelem | 3 561 928 $ | Terre (ext.) | Kristie Boogert Menno Oosting   | Larisa Neiland Andreï Olhovskiy | 7-5, 3-6, 7-5  | Tableau |
| 4  | 20/06/1994 | The Championships Wimbledon    | G. Chelem | 3 361 848 $ | Gazon (ext.) | Helena Suková Todd Woodbridge   | Lori McNeil T.J. Middleton      | 3-6, 7-5, 6-3  | Tableau |
| 5  | 29/08/1994 | US Open Flushing Meadows       | G. Chelem | 3 900 000 $ | Dur (ext.)   | Elna Reinach Patrick Galbraith  | Jana Novotná Todd Woodbridge    | 6-2, 6-4       | Tableau |

## Classements de fin de saison
| Rang | Joueuse             |
| ---- | ------------------- |
| 1    | Steffi Graf         |
| 2    | Arantxa Sánchez     |
| 3    | Conchita Martínez   |
| 4    | Jana Novotná        |
| 5    | Mary Pierce         |
| 6    | Lindsay Davenport   |
| 7    | Gabriela Sabatini   |
| 8    | Martina Navrátilová |
| 9    | Kimiko Date         |
| 10   | Natasha Zvereva     |
| 11   | Magdalena Maleeva   |
| 12   | Anke Huber          |
| 13   | Iva Majoli          |
| 14   | Mary Joe Fernández  |
| 15   | Brenda Schultz      |
| 16   | Amy Frazier         |
| 17   | Lori McNeil         |
| 18   | Amanda Coetzer      |
| 19   | Sabine Hack         |
| 20   | Inés Gorrochategui  |

## Coupe de la Fédération
| Date     | Lieu                        | Surf.        | Vainqueur                         | Finaliste                                           | Score |         |
| 24/07/94 | Francfort, Waldstadion T.C. | Terre (ext.) | Conchita Martínez Arantxa Sánchez | Lindsay Davenport Mary Joe Fernández Gigi Fernández | 3-0   | Tableau |

## Sources
- (en) WTA Tour : site officiel
- (en) [PDF] WTA Tour : palmarès complet 1971-2011
- (en) [PDF] WTA Tour : prize money leaders 1994